# Bogusław (moneta)
Bogusław – okazała moneta srebrna emitowana na Pomorzu Zachodnim przez księcia Bogusława X. 
Emisję jej rozpoczęto w 1500 r. w Szczecinie. Pierwotnie o wadze 4,57 g (4,32 g czystego srebra), a później o zwiększonej do 4,86 g (ale o zawartości kruszcu obniżonej do 4,29 g), stanowiła równowartość ½ marki lub 8 szelągów. 
Na awersie nosiła wyobrażenie Najświętszej Maryi Panny z napisem CONSERVANOS•DOMINA, a odwrocie pomorską tarczę herbową na długim krzyżu oraz legendę BOGVSLAVS•DUX•STETIN [lub STETIEN]•MVC.